# Paul Pressel

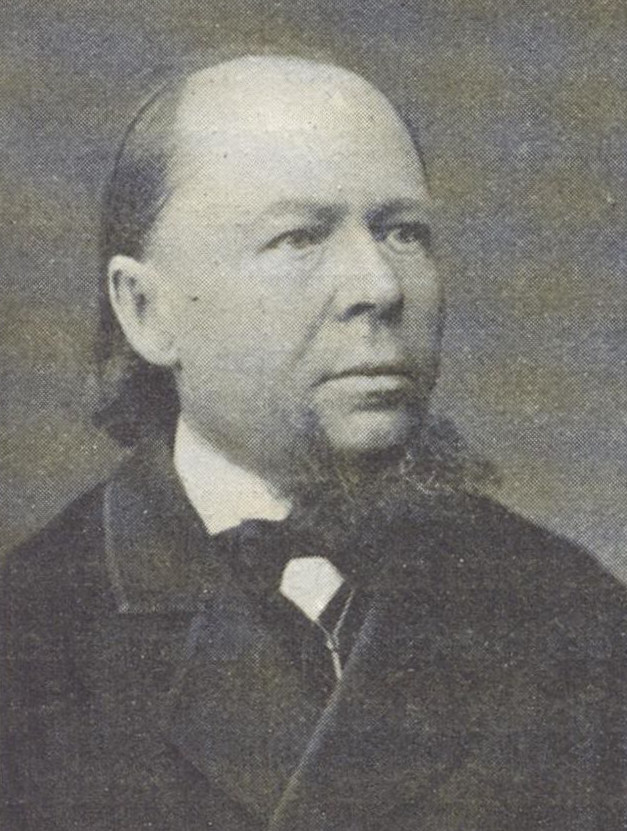
Paul Pressel

Paul Heinrich Franz Pressel (* 16. Juni 1824 in Tübingen; † 4. April 1898 ebenda) war ein deutscher evangelischer Theologe.

## Leben
Paul Pressel wurde am 16. Juni 1824 als drittes von fünf Kindern des Oberhelfers und späteren Dekans Johann Gottfried Pressel und von Friederike Elisabeth geb. Jäger geboren. Er besuchte später das Seminar Urach und Tübinger Stift. Wie sein Bruder Gustav Pressel schloss er sich als Student der burschenschaftlich geprägten Tübinger Königsgesellschaft Roigel an. Pressel war als Pfarrer und Lehrer anschließend in Tübingen und Paris tätig. Sein Nachfolger dort wurde sein Bruder Gustav Pressel. 1860 wurde er als Diakonus zu Brackenheim berufen wurde. Dieselbe Position übte er ab 1866 in Geislingen aus. Danach war er von 1871 bis 1876 als Dekan im Kirchenbezirk Neuenstadt am Kocher tätig. Schließlich war er Dekan und erster Münsterpfarrer im Kirchenbezirk Ulm, bis er sich 1888 nach einem Schlaganfall zur Ruhe setzte.

## Leistungen
Pressel war als Autor einiger belletristischer und religiöser Werke. Ferner schrieb Biografien, unter anderem 45 Artikel der Allgemeinen Deutschen Biografie.
Er wird als „geschätzter Kanzelredner und Seelsorger, humaner Vorgesetzter seiner Geistlichen und Lehrer“ beschrieben.

## Schriften
- Reimbuch zu den Nibelungen. Fues, Tübingen 1853.
- Philipp Melanchthon. Ein evangelisches Lebensbild für Alt und Jung. Belser, Stuttgart 1860.
- Franz von Sickingen. Ein erzählendes Gedicht aus dem Reformationszeitalter. Engelmann, Leipzig 1860.
- Symbol-Katechismus für Haus und Schule. Belser, Stuttgart 1860.
- Johann Calvin. Ein evangelisches Lebensbild. Friderichs, Elberfeld 1864 (Volltext).
- Die geistliche Dichtung von Luther bis Klopstock. Ausgewählt von Paul Pressel. Belser, Stuttgart 1864.
- Christoph, Herzog zu Württemberg. Steinkopf, Stuttgart 1868 (2. Aufl. 1898).
- Die religiöse Schulfrage. Ein Votum. Ulm 1869.
- Dr. Ulrich Kraft, Pfarrer am Ulmer Münster. In: Münster-Blätter, Bd. 2 (1880), S. 1–32.
- Luther, von Eisleben bis Wittenberg 1483-1517. Chronik und Stammbuch. Greiner, Stuttgart 1883.
- (Hrsg.): Johannes Brenz / Ausgewählte Predigten. Mit einer einleitenden Monographie hrsg von Paul Pressel. Richter, Leipzig 1893.